# بطاقة الهوية البلجيكية
يتم إصدار بطاقة هوية وطنية لجميع البلجيكيين البالغين من العمر 12 عامًا فما فوق (الهولندية: Identiteitskaart, الفرنسية: Carte d’identité, الألمانية: Personalausweis). يُطلب من البلجيكيين الذين تبلغ أعمارهم 15 عامًا وما فوق حملها معهم دائمًا ما لم يكونوا على بعد 200 متر من منزلهم. (يجب أن يكون الأجانب قادرين في جميع الأوقات على تقديم هوية، إما جواز سفر أو وثيقة هوية صادرة عن دولة أخرى عضو في الاتحاد الأوروبي.) يحق أيضًا لحاملي البطاقة من بلجيكا استخدام البطاقة للسفر الدولي داخل أوروبا (باستثناء بيلاروسيا, روسيا وأوكرانيا) وكذلك مصر والأقاليم الفرنسية فيما وراء البحار وغامبيا, جورجيا ومونتسيرات (بحد أقصى 14 يومًا) وتركيا وفي جولات منظمة إلى الأردن (عبر مطار العقبة) وتونس بدلاً من جواز السفر البلجيكي.

## الاستخدم داخل بلجيكا
يُطلب من البلجيكيين حمل بطاقة الهوية وإبراز بطاقات هويتهم عندما يطلب منهم:
- شرطة
- وكالات حكومية معينة ؛ أو
- موظفي الحافلات والقطارات المصرح لهم.

## اقرأ أيضاً
- جواز سفر بلجيكي
- بطاقات الهوية الوطنية في الاتحاد الأوروبي
- جواز سفر